# Óxido de bismuto(III)
Óxido de bismuto(III) é um composto inorgânico de fórmula química Bi2O3. É, talvez, o composto de bismuto mais importante para a indústria. É também um composto de partida para a química de bismuto. Encontra-se naturalmente como o mineral bismite (monoclínico) e sphaerobismoite (tetragonal, muito mais raro), mas é geralmente obtido como um subproduto da fundição de minérios de cobre e chumbo. Trióxido de bismuto é frequentemente utilizado para produzir o "ovos de dragão" (efeito dos fogos de artifício), como um substituto de chumbo vermelho.

## Estrutura
As estruturas adotadas pelo Bi2O3  diferem bastante do óxido de arsênico (III), As2O3, e óxido de antimônio(III), Sb2O3.

## Preparação
Trióxido de bismuto é comercialmente feito a partir de nitrato de bismuto. Este último é produzido por dissolução de bismuto em ácido nítrico quente. A adição de hidróxido de sódio em excesso, seguido por aquecimento contínuo da mistura precipita óxido de bismuto (III) como um pó amarelo. Além disso, o trióxido pode ser preparado por ignição de hidróxido de bismuto.